# Andrés II de Hungría
Andrés II (en latín, Andreas II; en húngaro, II. András o II. Endre; en croata, Andrija II.; en eslovaco, Ondrej II.; en ucraniano, Андрій II [Andriy II]; c. 1177-21 de septiembre de 1235) fue rey de Hungría y Croacia desde 1205 hasta su muerte. Gobernó el Principado de Galitzia desde 1188 hasta 1189/1190 y otra vez entre 1208/1209 y 1210. Fue el hijo menor del rey Bela III, quien en 1188 le confió la administración del mencionado principado recién conquistado. En ese territorio era un gobernante impopular y los boyardos le expulsaron tiempo después. Bela III le entregó bienes y dinero y le obligó a dirigir una cruzada a Tierra Santa. En su lugar, Andrés obligó a su hermano mayor, el rey Emerico de Hungría, a cederle Croacia y Dalmacia como un infantazgo en 1197. Al año siguiente, Andrés ocupó Zahumlia.
A pesar del hecho de que Andrés no dejó de conspirar contra Emerico, en 1204 el monarca moribundo nombró a Andrés tutor de su hijo Ladislao. Después de la muerte prematura de Ladislao, Andrés ascendió al trono en 1205. Según el historiador László Kontler, «en medio del tumulto sociopolítico durante el reinado [de Andrés], las relaciones, el orden, el marco institucional y las categorías sociales que surgieron bajo Esteban I, comenzaron a desintegrarse en los niveles superiores de la sociedad en Hungría». Andrés introdujo una nueva política de subvenciones, las llamadas «nuevas instituciones», que entregaban dinero y haciendas reales a sus partidarios a pesar de la pérdida de ingresos de la Corona. Fue el primer monarca húngaro en adoptar el título de «Rey de Hálych y Lodomeria». Llevó a cabo por lo menos una docena de guerras para apoderarse de dos principados del Rus, pero los boyardos locales y príncipes vecinos le impidieron conquistarlos. Participó en la quinta cruzada a Tierra Santa en 1217-1218, pero la expedición fue un fracaso.
Cuando los servientes regis («servidores reales») se alzaron, el rey se vio forzado a emitir la Bula de Oro de 1222 que confirmaba sus privilegios. Esto llevó al auge de la nobleza en el Reino de Hungría. Su Diploma Andreanum de 1224 enumeró las libertades de la comunidad sajona de Transilvania. El empleo de judíos y musulmanes para administrar los ingresos reales lo llevó a entrar en conflicto con la Santa Sede y los prelados húngaros. Andrés se comprometió a respetar los privilegios de los clérigos y despedir a sus funcionarios no cristianos en 1233, pero nunca cumplió la última promesa.
Su primera esposa —Gertrudis de Merania— fue asesinada en 1213, porque su favoritismo hacia sus parientes y cortesanos alemanes despertó el descontento entre los señores nativos. La veneración de su hija Isabel fue aprobada por la Santa Sede mientras vivía Andrés. Después de su muerte, sus hijos Bela y Colomán acusaron a la tercera esposa de Andrés —Beatriz de Este— de adulterio y nunca consideraron a su hijo Esteban como legítimo.

## Primeros años

### Infancia y juventud  (c. 1177-1197)
Fue el segundo hijo del rey Bela III y su primera esposa Inés de Antioquía. El año del nacimiento de Andrés no se conoce, pero los historiadores modernos coinciden en que fue en c. 1177. El príncipe fue mencionado por primera vez en un documento sobre la invasión de su padre del Principado de Hálych (Galitzia) en 1188. Ese año, Bela III invadió Galitzia a petición de su anterior gobernante —Vladímir II Yaroslávich— que había sido expulsado por sus súbditos. Bela obligó al príncipe en el cargo —Román I Mstislávich— a huir. Después de conquistar Galitzia, concedió su administración a Andrés. Bela también capturó a Vladímir II Yaroslávich y lo encarceló en Hungría.
Después de que Bela se retiró de Galitzia, Román I Mstislávich volvió con la ayuda de Riúrik Rostislávich, príncipe de Bélgorod Kíevski. Intentaron expulsar a Andrés y su séquito, pero los húngaros derrotaron a las fuerzas unidas de Mstislávich y Rostislávich. Un grupo de boyardos locales ofreció el trono a Rostislav Ivanóvich, un primo lejano del encarcelado Vladímir II Yaroslávich. Bela III envió refuerzos a Galitzia y ayudó a las tropas de Andrés a repeler los ataques. El reinado de Andrés siguió impopular en Hálych, porque los soldados húngaros insultaban a las mujeres locales y no respetaron las iglesias ortodoxas. En consecuencia, los boyardos locales se aliaron con el anterior príncipe —Vladímir II Yaroslávich— que había escapado del cautiverio y regresado a Galitzia. El duque Casimiro II de Polonia también apoyó a Vladímir II Yaroslávich y expulsó a Andrés y sus trupas en el principado en agosto de 1189 o 1190. Andrés volvió a Hungría después de su derrota. Su padre no le concedió un ducado (ducatus) autónomo, solo le dio propiedades y dinero. Bela III se había comprometido a dirigir una cruzada a Tierra Santa y, su lecho de muerte, ordenó a Andrés cumplir su juramento. Bela III murió el 23 de abril de 1196 y el hermano mayor de Andrés, Emerico, le sucedió.

### Duque de Croacia y Dalmacia (1197-1204)
Andrés utilizó los fondos que heredó de su padre para reclutar seguidores entre los señores húngaros. También formó una alianza con el duque de Austria —Leopoldo VI— y ambos conspiraron contra Emerico. Sus tropas unidas derrotaron al ejército real en la localidad eslavona Mački en diciembre de 1197. Bajo presión, el rey Emerico le entregó Croacia y Dalmacia como un infantazgo. En la práctica, Andrés administró Croacia y Dalmacia como un soberano independiente: acuñó monedas, concedió terrenos y aprobó privilegios; cooperó con los Frankopan, Babonić y otros señores locales. Los canónigos regulares del Santo Sepulcro se establecieron en la provincia durante su gobierno. Aprovechando la muerte de Miroslav de Hum, Andrés invadió Zahumlia y ocupó al menos la tierra entre los ríos Cetina y Neretva. Se llamó a sí mismo, «por la Gracia de Dios, duque de Zadar y de toda Dalmacia, Croacia y Hum» en sus cartas.
El papa Inocencio III exhortó a Andrés a dirigir una cruzada a Tierra Santa, pero en su lugar el duque tramó una nueva conspiración contra Emerico con la ayuda del abad de Pannonhalma —Juan—, el obispo de Vác —Boleslao— y muchos otros prelados y señores. El pontífice lo amenazó con la excomunión si no cumplía el voto de su padre, pero Andrés no cedió. El complot fue descubierto el 10 de marzo de 1199, cuando el rey Emerico encontró las cartas escritas por los partidarios de Andrés al obispo Boleslao. Ese verano, las tropas reales derrotaron al ejército de Andrés cerca del lago Balatón y el duque huyó a Austria. Un legado apostólico medió una reconciliación entre Andrés y Emerico, que permitió al primero volver a Croacia y Dalmacia en 1200. Andrés se casó con Gertrudis de Merania; su padre Bertoldo, duque de Merania, poseía extensos dominios en el Sacro Imperio Romano Germánico a lo largo de las fronteras del ducado de Andrés.

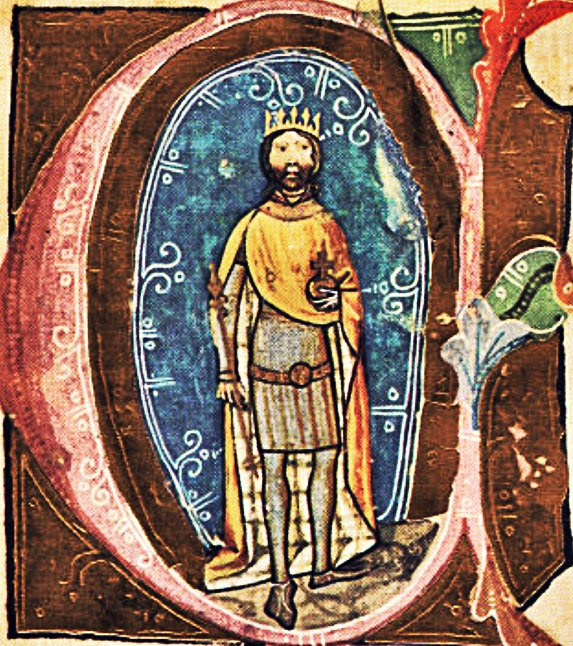
El rey Emerico en una minatura de la Crónica iluminada.

Cuando el hijo del rey Emerico —Ladislao— nació en c. 1200, las esperanzas de Andrés de suceder a su hermano quedaron destrozadas. El papa Inocencio III confirmó la posición del niño como heredero de la Corona y declaró que los futuros hijos de Andrés solo heredarían el ducado. Andrés orquestó una nueva rebelión contra su hermano, pero el rey Emeric lo capturó sin resistencia cerca de Varaždin en octubre de 1203.

Los magnates del reino y casi todo el ejército húngaro desertaron [el rey Emerico] y se alinearon ilegalmente con el duque Andrés. Muy pocos hombres se quedaron con el monarca, e incluso estaban aterrorizados por la extensión de la insurrección, y no se atrevieron a pedir al rey que esperara el éxito, sino que le aconsejaron escapar. Entonces sucedió que un día ambos bandos se habían acercado el uno al otro y estaban comenzando a prepararse en serio para la batalla. [...] Después de mucho pensamiento, con la inspiración del cielo [el rey Emerico] encontró una manera exitosa por medio de la cual podría recuperar su derecho al reino y seguir siendo culpable de derramamiento de sangre. Entonces dijo a sus hombres: «Permaneced aquí un tiempo, y no me sigáis». Luego dejó sus armas, y tomando solo una rama frondosa en su mano, caminó lentamente hacia las filas enemigas. Al pasar en medio de la multitud armada, gritó con voz fuerte y fuerte: «¡Ahora veré quién se atreve a levantar una mano para derramar la sangre del linaje real!» Al verlo, todos se echaron hacia atrás y, sin atreverse a murmurar, le dejaron un amplio pasaje a ambos lados. Y entonces, cuando el rey Emerico llegó a su hermano, lo tomó y lo llevó fuera del cuerpo de tropas, y lo envió a un castillo para su custodia.
Historia de los obispos de Salona y Spalato de Tomás el arquidiácono. 

Andrés fue recluido por primera vez en el fuerte de Gornji Kneginec, luego en Esztergom. Alejandro del clan Hont-Pázmány lo liberó a principios de 1204. Después de caer enfermo, el rey Emerico coronó a su hijo Ladislao el 26 de agosto. Andrés se reconcilió con su hermano moribundo, que le confió «la tutela de su hijo y la administración del reino hasta que el pupilo alcance la mayoría de edad», según el casi contemporáneo Tomás el arquidiácono.

### Tutor de su sobrino (1204-1205)
Emerico falleció el 30 de noviembre de 1204 y Andrés reinó en su lugar como regente de Ladislao, pero empezó a contar sus años de reinado desde el momento de la muerte de su hermano, lo que demuestra que ya se consideraba el monarca legítimo durante el reinado de Ladislao III. El papa Inocencio III le dijo a Andrés que debía permanecer leal a Ladislao. En cambio, Andrés tomó el dinero que Emerico había guardado en la abadía de Pilis para Ladislao. La madre de Ladislao —Constanza de Aragón— huyó del país y se llevó a su hijo a Austria. Andrés se preparó para la guerra contra Leopoldo VI, pero Ladislao murió súbitamente en Viena el 7 de mayo de 1205.

## Reinado

### «Nuevas instituciones» y campañas en Galitzia (1205-1217)

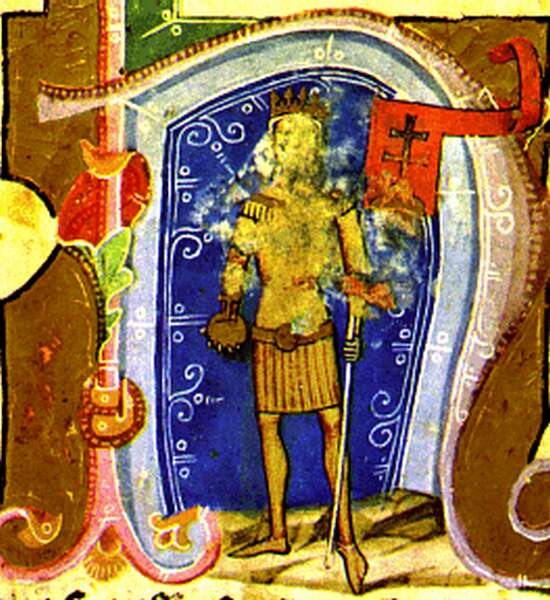
Miniatura del rey Andrés II en la Crónica iluminada.

Juan —arzobispo de Kalocsa— coronó al Andrés en Székesfehérvár el 29 de mayo de 1205. El nuevo rey introdujo una política de concesiones reales, que él llamó «nuevas instituciones» en una de sus cartas. Distribuyó grandes porciones del dominio real —los castillos reales y las propiedades a su alrededor— como donaciones heredables a sus partidarios y declaró que «la mejor medida de una concesión real es que sea inconmensurable». Sus «nuevas instituciones» alteraron las relaciones entre los monarcas y los señores húngaros. Durante los dos siglos anteriores, la posición de un señor feudal dependía principalmente de los ingresos que recibía por sus servicios al monarca; después de la introducción de las «nuevas instituciones», sus propiedades heredables produjeron ingresos suficientes. Esta política también disminuyó los fondos sobre los cuales se había basado la autoridad de los ispán o administradores de los condados —que eran nombrados por los monarcas—.
Durante su reinado, Andrés estuvo intensamente interesado en los asuntos internos de su antiguo Principado de Hálych. Lanzó su primera campaña para recapturar la región de Galitzia en 1205 o 1206. A petición de los boyardos, intervino contra el príncipe de Chernígov Vsévolod IV Sviatoslávich y sus aliados en nombre de Daniel Romanóvich, el joven príncipe de Hálych y Lodomeria. Sviatoslávich y sus aliados se vieron forzados a retirarse. Andrés adoptó el título de «rey de Hálych y Lodomeria», lo que demuestra su pretensión de suzeranía en ambos principados. Después de que Andrés volvió a Hungría, el primo lejano de Vsévolod IV Sviatoslávich —Vladímir III Igorévich— se apoderó de Hálych y Lodomeria y expulsó a Daniel Romanóvich y su madre. Ambos escaparon a los dominios de Leszek I de Polonia, quien les sugirió que visitaran a Andrés. Sin embargo, Vladímir III Igorévich «envió muchos obsequios» tanto a Andrés como a Leszek, disuadiéndoles «de atacarle» en nombre de Romanóvich, según la Crónica de Galitiza y Volinia. El hermano de Vladímir III Igorévich —Román II Igorévich— llegó a Hungría y buscó la ayuda de Andrés. Román regresó a Galitzia y expulsó a Vladímir III Igorévich con la ayuda de tropas auxiliares húngaras.
El rey húngaro aprobó las libertades de dos ciudades dálmatas —Spalato (Split) y Almissa (Omiš)— y publicó una nueva carta que enumeraba los privilegios de los arzobispos de Spalato en 1207. Aprovechando un conflicto entre Román II Igorévich y sus boyardos, Andrés envió tropas a Galitzia al mando del caballero Benedicto, hijo de Korlát (Korlát fia Benedek). Este noble capturó a Román II Igorévich y ocupó el principado en 1208 o 1209. En lugar de elegir a un nuevo príncipe, Andrés lo nombró gobernador de Hálych. Según la Crónica de Galitiza y Volinia, Benedicto «torturó boyardos y era adicto a la lujuria». Los boyardos ofrecieron el trono al príncipe de Zvenígorod Mstislav II Mstislávich si podría derrocar a Benedicto. Mstislávich invadió Hálych, pero no pudo derrotar a su administrador.

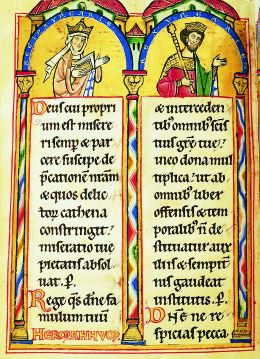
Gertrudis de Merania y su marido en una página del Landgrafenpsalter de Turingia.

Los dos hermanos de la reina Gertrudis —Ekbert, obispo de Bamberg, y Enrique II, margrave de Istria— huyeron a Hungría en 1208 después de ser acusados de participar en el asesinato de Felipe, rey de los alemanes. Andrés concedió grandes dominios al obispo Ekbert en la región de Szepesség (ahora Spiš, Eslovaquia). El hermano menor de Gertrudis —Bertoldo— había sido arzobispo de Kalocsa desde 1206; fue nombrado ban de Croacia y Dalmacia en 1209. La generosidad del rey húngaro hacia los parientes y cortesanos alemanes de su esposa desagradó a los señores locales. Según el historiador Gyula Kristó, el autor anónimo de los Hechos de los húngaros se refirió a los alemanes del Sacro Imperio cuando dijo sarcásticamente que «ahora ... los romanos [fijan su mirada] en los bienes de Hungría». En 1209, Zadar —que había caído en manos venecianas— fue liberada por uno de los vasallos dálmatas de Andrés, Domaldo de Sidraga, pero los venecianos recuperaron la ciudad un año más tarde.
Román II Igorévich se reconcilió con su hermano Vladímir III Igorévich a principios de 1209 o 1210. Sus fuerzas unidas vencieron el ejército de Benedicto y echaron a los húngaros en Galitzia. Vladímir III Igorévich envió a uno de sus hijos —Vsévolod Vladimiróvich— «llevando regalos al rey [Andrés] en Hungría» para apaciguarle, según la Crónica de Galitiza y Volinia. Un grupo de señores húngaros descontentos ofreció la Corona a los primos de Andrés, a saber, los hijos de su tío Geza, quienes vivían en «tierra griega». Sin embargo, los enviados de los primos fueron capturados en Spalato en 1210. A principios de 1210, Andrés envió «un ejército de sajones, valacos, székely y pechenegos» comandado por Joaquín Türje, conde de Hermannstadt, a asistir al zar Boril de Bulgaria en una guerra contra tres líderes rebeldes cumanos. Casi al mismo tiempo, las tropas húngaras ocuparon Belgrado y Barancs (Braničevo), que habían caído en poder de Bulgaria durante el reinado de Emerico. El ejército húngaro derrotó a los cumanos en Vidin. Andrés concedió la región de Barcaság (Ţara Bârsei) a los caballeros teutónicos. Estos debían defender las zonas más orientales del Reino de Hungría contra los cumanos y alentar su conversión al catolicismo.
Un grupo de boyardos alarmados por los actos despóticos de Vladímir III Igorévich pidió al rey húngaro que restaurara a Daniel Romanóvich como gobernante de Hálych en 1210 o 1211. Andrés y sus aliados —Leszek I de Polonia y al menos cinco príncipes del Rus— enviaron sus respectivos ejércitos a Galitiza y restauraron a Romanóvich. Los boyardos locales expulsaron a la madre de Romanóvich en 1212, quien en su exilio convenció a Andrés de llevar personalmente a su ejército a Hálych. Capturó a Volodislav Kormólcich —el boyardo más influyente— y lo llevó a Hungría. Después de que Andrés se retiró de Hálych, los boyardos ofrecieron de nuevo el trono a Mstislav II Mstislávich, quien expulsó a Daniel Romanóvich y su madre del principado. Andrés se preparó para una nueva campaña en Galitzia en el verano de 1213. Durante su ausencia, el 28 de septiembre los señores húngaros que sentían agraviados por el favoritismo de la reina Gertrudis hacia su séquito alemán capturaron y la asesinaron a ella y a muchos de sus cortesanos en los montes Pilis. Cuando se enteró del asesinato, Andrés regresó a Hungría y ordenó la ejecución del perpetrador —Pedro, hijo de Töre (Töre fia Péter)—. Sin embargo, los cómplices de Pedro —ente ellos el nádor Bánk del clan Bár-Kalán— no recibieron castigos severos. Un grupo de señores húngaros —a quienes Andrés llamaba «pervertidos» en una de sus cartas— estaba planeando destronarlo y coronar a su hijo mayor Bela (de ocho años), pero no lograron su cometido y solo pudieron forzar a Andrés a consentir la coronación su hijo en 1214.
Andrés y Leszek firmaron un tratado de alianza, que obligó al segundo hijo del rey húngaro —Colomán— a casarse con la hija del gran duque polaco —Salomea—. Andrés y Leszek invadieron conjuntamente Galitzia en 1214 y Colomán fue nombrado príncipe. El nuevo gobernador de Hálych accedió a ceder Przemyśl a Leszek; sin embargo, al año siguiente Andrés volvió a Hálych y capturó esa ciudad. Leszek de Polonia pronto hizo las paces con Mstislav II Mstislávich; ambos invadieron Galitiza y obligaron a Colomán a huir a Hungría. Un nuevo oficial de Estado —el tesorero— era el responsable de la administración de la cámara real desde c. 1214 en adelante. No obstante, los ingresos reales habían disminuido significativamente. Con el asesoramiento del tesorero Denis, hijo de Ampud (Ampod fia Dénes), Andrés impuso nuevos impuestos a los ingresos provenientes de acuñación, comercio de sal y derechos aduaneros. El canje anual de monedas también produjo más ingresos para la cámara real. Sin embargo, estas medidas provocaron descontento en Hungría.
El rey húngaro celebró un nuevo tratado de alianza con Leszek en el verano de 1216. Leszek y Colomán invadieron Hálych y expulsaron a Mstislav II Mstislávich y Daniel Romanóvich, tras lo cual Colomán fue restaurado en el poder. Ese mismo año, Andrés se reunió con Esteban I Nemanjić, gran príncipe de Serbia, en Ravno (ahora Ćuprija, Serbia). El rey húngaro convenció al soberano serbio que negociara con el emperador latino de Constantinopla —Enrique—, quien era tío de la segunda esposa de Andrés, Yolanda de Courtenay. Esteban I Nemanjić fue coronado rey de Serbia en 1217. Al no ver cumplida su promesa, Andrés planeó invadir Serbia, pero el hermano de Nemanjić —Sava— le disuadió, según las versiones de la Vida de Sava.

### La cruzada de Andrés (1217-1218)

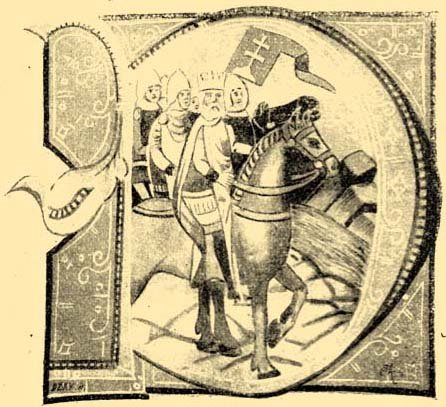
Andrés a la cabeza de su ejército cruzado (Crónica iluminada).

En julio de 1216, el recién elegido papa Honorio III llamó una vez más a Andrés a que cumpliera el voto de su padre de dirigir una cruzada. El rey húngaro había pospuesto la cruzada al menos tres veces (en 1201, 1209 y 1213), pero finalmente decidió organizarla. Steven Runciman, Tibor Almási y otros historiadores modernos coinciden en que Andrés esperaba que su decisión aumentara su probabilidad de ser elegido emperador latino de Constantinopla, porque el tío de su esposa —el emperador Enrique— había muerto en junio. Según una carta escrita por Honorio III en 1217, los emisarios del Imperio latino habían informado a Andrés que planeaban elegirle a él o a su suegro Pedro II de Courtenay como emperador. Los barones del Imperio latino eligieron al segundo en el verano de 1216.
Andrés vendió e hipotecó propiedades reales para financiar su campaña, que se convirtió en parte de la quinta cruzada. Renunció a Zadar en favor de la República de Venecia para que pudiera garantizar el envío de su ejército; confió Hungría al arzobispo Juan de Esztergom y entregó Croacia y Dalmacia a Poncio de Cruce, el prior templario de Vrana. En julio de 1217, Andrew partió desde Zagreb acompañado por Leopoldo VI de Austria y Otón I de Merania. Su ejército era tan grande —aproximadamente 10 000 soldados montados y muchos soldados de infantería— que la mayor parte se quedó atrás cuando Andrés y sus hombres se embarcaron en Spalato dos meses después. Los barcos los transportaron a Acre, donde desembarcaron en octubre.
Entre los líderes de la cruzada estaban el rey de Jerusalén Juan de Brienne, Leopoldo VI de Austria, los grandes maestres de los hospitalarios, los templarios y los teutónicos. Realizaron un consejo de guerra en Acre y Andrés condujo la reunión. A principios de noviembre, los cruzados lanzaron una campaña por el río Jordán y forzaron al sultán de Egipto Al-Adil I a retirarse sin luchar; los cruzados entonces saquearon Beit She'an. Después de que los cruzados regresaron a Acre, Andrés no participó en otra acción militar. En su lugar, se la pasó recolectando reliquias, entre ellas una jarra de agua supuestamente utilizada en las bodas de Caná, las cabezas de los santos Esteban protomártir y Margarita de Antioquía, las manos derechas de los apóstoles Tomás y Bartolomé y una parte de la vara de Aarón. Si el testimonio de Tomás el arquidiácono de que ciertos «hombres malvados y audaces» en Acre que «traicioneramente le dieron una bebida envenenada» es confiable, la inactividad de Andrés fue por enfermedad.
Andrés decidió volver a casa a principios de 1218, aunque el patriarca latino de Jerusalén Raúl de Merencourt le amenazó con la excomunión. El rey húngaro visitó por primera vez Trípoli y el 10 de enero estuvo presente en el matrimonio de Bohemundo IV de Antioquía y Melisenda de Lusignan. Desde allí viajó a Cilicia, donde arregló el matrimonio de su hijo Andrés con la hija de León I de Armenia, Isabel. Andrés cruzó el Sultanato  de Rum de los selyúcidas antes de llegar a Nicea (hoy İznik, Turquía). Sus primos (los hijos de su tío Geza) le atacaron cuando estaba en Nicea. Tiempo después, arregló el matrimonio de su hijo mayor —Bela— con María Láscarina, hija del emperador Teodoro I Láscaris. Cuando llegó a Bulgaria, Andrés fue detenido hasta que «dio plena seguridad de que su hija [Ana María] se uniría en matrimonio» con Iván Asen II, según Tomás el arquidiácono. Andrés volvió a Hungría a finales de 1218. La «cruzada de Andrés no había logrado algo [importante] y no le había dado honor», según el historiador Thomas C. van Cleve. Oliverio de Padernborn, Jacobo de Vitry y otros autores del siglo s. XIII culparon al rey húngaro por el fracaso de la cruzada.

### Bula de Oro (1218-1222)

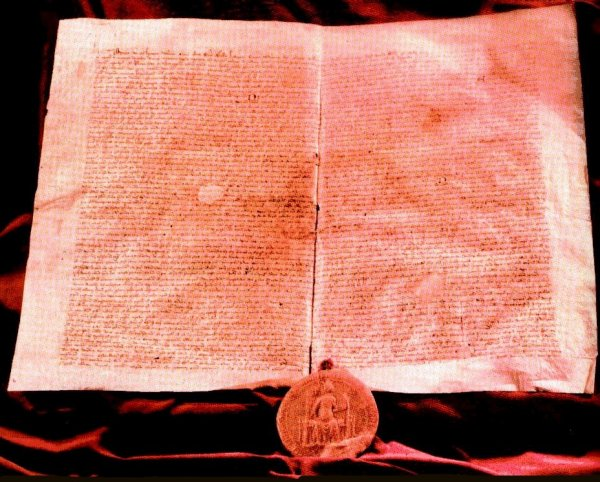
La Bula de Oro de 1222.

Cuando regresó a Hungría, envió una queja al papa Honorio III de que su reino estaba «en un estado miserable y destruido, privado de sus ingresos». Incluso un grupo de barones había expulsado al arzobispo Juan. Andrés tenía una gigantesca deuda debido a su cruzada, lo que le obligó a imponer impuestos extraordinariamente altos y disminuir la acuñación. En 1218 o 1219, Mstislav II Mstislávich invadió Hálych y capturó al hijo del rey húngaro, Colomán. Andrés negoció con Mstislávich y logró liberar a Colomán, pero su hijo más joven (con su mismo nombre) fue comprometido con la hija de Mstislávich. En 1220, un grupo de señores convenció al rey húngaro de nombrar a su hijo mayor Bela duque de Croacia, Dalmacia y Eslavonia.
Andrés empleó a judíos y musulmanes para administrar los ingresos reales, lo que causó un pleito entre el rey húngaro y la Santa Sede a partir de principios de 1220. El papa Honorio III instó a Andrés y esposa Yolanda a prohibir el empleo de musulmanes en lugar de cristianos. El rey húngaro aprobó los privilegios de los clérigos, entre ellos la exención de impuestos y ser juzgados exclusivamente por tribunales eclesiásticos si lo deseasen, pero también prohibió la consagración de udvornici («criados de la corte real»), sirvientes de castillos (castrenses o civis) y otros siervos a comienzos de 1222. Sin embargo, surgió un nuevo conflicto entre Andrés y la Santa Sede después de que el rey húngaro convenció a Bela de separarse de su esposa María Láscarina. Una «multitud inmensa» se acercó a Andrés en junio de 1222 y pedían «cosas graves e injustas», según una carta del papa Honorio III. En realidad, los sirvientes reales —que prácticamente eran terratenientes directamente sujetos al poder del monarca y obligados a luchar en el ejército real— se reunieron y exigieron al rey despedir a Julio de la familia Kán (Kán nembeli (I) Gyula) y otros oficiales; también fue forzado a emitir una carta real, la Bula de Oro de 1222. La carta resumió las libertades de los servidores reales, como la exención de impuestos y la jurisdicción de los ispán. La última cláusula de la Bula de Oro autorizaba «a los obispos, así como a los demás barones y nobles del reino, individual y colectivamente» a oponerse al monarca si no respetaba las disposiciones de la carta. La Bula de Oro distinguió claramente a los siervos reales de los otros súbditos del rey, lo que llevó al surgimiento de la nobleza húngara; comúnmente se la compara con la Carta Magna de Inglaterra —un documento similar que fue sellado unos años antes en 1215—. Una diferencia significativa entre ellas es que en Inglaterra el acuerdo fortaleció la posición de los súbditos reales, mientras en Hungría la aristocracia llegó a dominar tanto a la Corona como los órdenes inferiores.

### Conflictos con su hijo y la Iglesia (1222-1234)

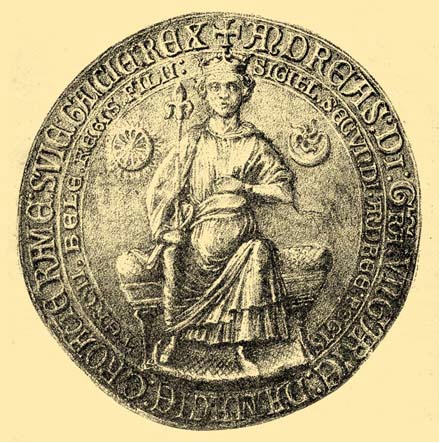
Sello del rey Andrés II.

Andrés destituyó al nádor Teodoro Csanád y restauró a Julio Kán en la segunda mitad de 1222. Al año siguiente, el papa Honorio III instó a Andrés a lanzar una nueva cruzada. Si el informe del Continuatio Claustroneuburgensi es confiable, el rey húngaro agarró una cruz para demostrar que tenía la intención de lanzar una nueva cruzada, pero no hay otra fuente que mencione este evento. Andrés planeaba acordar un nuevo matrimonio para su hijo mayor Bela, pero el papa Honorio III medió una reconciliación entre Bela y su esposa en el otoño de 1223. Esto enfureció al rey húngaro y Bela tuvo que huir a Austria. Regresó en 1224, después de que los obispos persuadieron a Andrés para que lo perdonara.
En su Diploma Andreanum de 1224, aprobó los privilegios de los «sajones» que habitaban la región de Hermannstadt (Sibiu, Rumania) en el sur de Transilvania. Al año siguiente, lanzó una campaña contra los caballeros teutónicos, porque habían intentado deshacerse de su suzeranía. Los caballeros tuvieron que abandonar Barcaság y los territorios vecinos. El 6 de junio, los representantes de Andrés y Leopoldo VI firmaron un tratado que puso fin a los conflictos armados en la frontera entre Hungría y Austria. Como parte del acuerdo, Leopoldo VI pagó una indemnización por los daños que sus tropas habían causado en Hungría. Andrés nombró duque de Transilvania su hijo mayor Bela. El anterior ducado de Bela fue concedido a su segundo hijo —Colomán— en 1226. El duque Bela comenzó a ampliar su suzeranía sobre los cumanos, que habitaban las tierras al este de los Cárpatos. Andrés lanzó una campaña contra Mstislav II Mstislávich en 1226, porque este último rechazó entregar Hálych al hijo más joven de Andrés a pesar de tenían un compromiso pactado. Andrés asedió y capturó Przemyśl, Terebovlia y otras fortalezas en Galitzia. Sin embargo, sus tropas fueron detenidas en Kremenets y Zvenígorod y forzaron su retirada. A pesar de sus victorias, Mstislávich cedió Hálych al hijo de Andrés a principios de 1227.
En 1228, autorizó a su hijo Bela para revisar sus anteriores concesiones de tierra. El papa Honorio III también apoyó los esfuerzos del príncipe. Bela confiscó los dominios de dos nobles —Simón de la familia Kacsics (Kacsics nembeli Simon) y Bánk del clan Bár-Kalán— que habían participado en la conspiración para asesinar a la reina Gertrudis. En 1229, de acuerdo al informe de Bela, Andrés autorizó los privilegios de los jefes cumanos que se habían sometido al príncipe. Roberto —arzobispo de Esztergom— presentó una denuncia contra Andrés ante la Santa Sede, porque el rey húngaro continuaba empleando judíos y musulmanes. El papa Gregorio IX autorizó al arzobispo a realizar actos de censura religiosa para persuadir a Andrés de despedir a sus funcionarios no cristianos. Bajo la coacción, el rey húngaro publicó una nueva Bula de Oro en 1231 que confirmó que los musulmanes estaban vedados de los empleos públicos y autorizó al arzobispo de Esztergom a excomulgar al rey si no cumplía con las disposiciones de la nueva Bula de Oro. En el segundo semestre ese año, Andrés invadió Hálych y restauró a su hijo menor Andrés en el trono.
El arzobispo Roberto excomulgó al nádor Denis y puso al reino en entredicho el 25 de febrero de 1232, porque el empleo de judíos y musulmanes continuaba a pesar de la Bula de Oro de 1231. Cuando el arzobispo acusó a los musulmanes de convencer al rey a confiscar propiedades eclesiásticas, Andrés restauró los bienes a Roberto, quien pronto suspendió el entredicho. A petición del rey húngaro, el papa Gregorio IX envió al cardenal Giacomo Pecoraria como su legado apostólico a Hungría y prometió que nadie sería excomulgado sin la autorización especial del pontífice. Aunque Andrés partió para Galitzia en apoyo a su hijo menor que luchaba contra Daniel Romanóvich, continuó sus negociaciones con el legado apostólico. El 20 de agosto de 1233, en los bosques de Bereg, juró que no emplearía a judíos y musulmanes en la administración de los ingresos reales y pagaría 10 000 marcos en compensación por los ingresos usurpados de la Iglesia católica. Andrés repitió su juramento en Esztergom en septiembre.
El rey húngaro y el duque de Austria Federico II firmaron un tratado de paz a finales de 1233. Para estos años, Andrés había enviudado otra vez y se casó con Beatriz de Este (23 años) el 14 de mayo de 1234, aunque sus hijos del rey se oponían rotundamente a este matrimonio. Juan de Wildeshausen —obispo de Bosnia— puso a Hungría bajo un nuevo entredicho en la primera mitad de 1234, porque Andrés no había despedido a sus funcionarios no cristianos a pesar de su promesa en Bereg. El rey húngaro y el arzobispo Roberto de Esztergom protestaron contra el acto del obispo ante la Santa Sede.

### Últimos años
Daniel Romanóvich sitió Hálych y el hijo menor de Andrés murió durante el asedio en el otoño de 1234. No obstante, Andrés invadió Austria en el verano de 1235 y obligó al duque Federico II a pagar una indemnización por los daños que sus tropas habían causado mientras incursionaban en Hungría. A petición de Andrés, el 31 de agosto el papa Gregorio IX declaró que él y sus hijos solo podían ser excomulgados con la autorización de la Santa Sede. Andrés murió el 21 de septiembre y fue enterrado en la abadía de Egres (Igriș).

## Matrimonios y descendencia

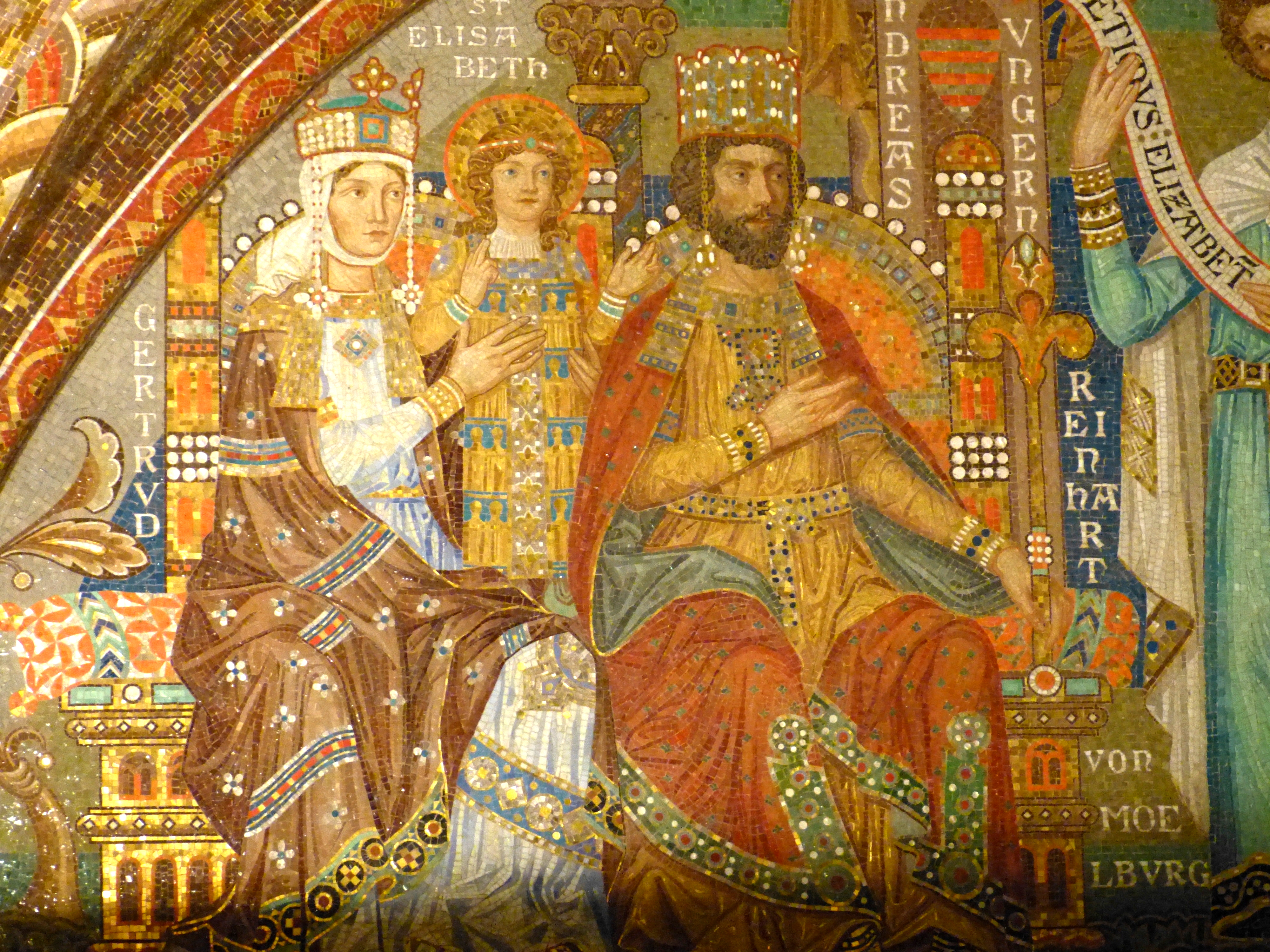
Mosaico idealizado de Gertrudis de Merania, su hija Isabel y su marido el rey Andrés.

La primera esposa de Andrés, Gertrudis de Merania, nació en c. 1185, según el historiador Gyula Kristó. Su primera hija —María— nació en 1203 o 1204. Se comprometió con Iván Asen II de Bulgaria. El hijo mayor de Andrés —Bela— nació en 1206. Posteriormente sucedió a su padre como rey. La hermana menor de Bela —Isabel— nació en 1207. Se casó con el landgrave de Turingia Luis IV. Falleció en 1231 y fue canonizada durante el reinado de su padre. El segundo hijo de Andrés —Colomán— nació en 1208. Su tercer hijo —Andrés— nació en c. 1210. Colomán y Andrés gobernaron el Principado de Hálych durante un corto período de tiempo.
Dos años después de que su primera esposa fue asesinada, se casó con Yolanda de Courtenay (nacida en c. 1198). Su única hija —Yolanda— nació en c. 1219 y se casó con Jaime I de Aragón. La tercera esposa de Andrés —Beatriz de Este— tenía cerca de veintitrés años cuando en 1234 se casó con él (quien tenía 55-57 años en ese momento). Dio a luz a un hijo —Esteban— después de la muerte del rey húngaro. Sin embargo, los dos hijos mayores de Andrés —Bela y Colomán— la acusaron de adulterio y consideraron que su hijo era bastardo. Su nieto —Andrés— fue el último monarca de la casa de Árpad.

## Ancestros
| \| \| \| \| \| \| \| \| \| \| \| \| \| \| \| \| \| \| \| \| 16. Álmos \| \| \| \| \| \| \| \| \| \| \| \| \| \| \| \| \| \| \| \| \| \| \| \| \| \| \| \| \| \| \| \| \| \| \| \| \| \| \| \| \| \| \| \| \| \| \| \| \| \| \| \| \| \| 8. Bela II de Hungría \| \| \| \| \| \| \| \| \| \| \| \| \| \| \| \| \| \| \| \| \| \| \| \| \| \| \| \| \| \| \| \| \| \| \| \| \| \| \| \| \| \| \| \| \| \| \| \| \| \| \| \| \| \| 17. Predslava de Kiev \| \| \| \| \| \| \| \| \| \| \| \| \| \| \| \| \| \| \| \| \| \| \| \| \| \| \| \| \| \| \| \| \| \| \| \| \| \| \| \| \| \| \| \| \| \| \| \| \| \| \| \| \| \| 4. Geza II de Hungría \| \| \| \| \| \| \| \| \| \| \| \| \| \| \| \| \| \| \| \| \| \| \| \| \| \| \| \| \| \| \| \| \| \| \| \| \| \| \| \| \| \| \| \| \| \| \| \| \| \| \| \| \| \| 18. Uroš I de Serbia \| \| \| \| \| \| \| \| \| \| \| \| \| \| \| \| \| \| \| \| \| \| \| \| \| \| \| \| \| \| \| \| \| \| \| \| \| \| \| \| \| \| \| \| \| \| \| \| \| \| \| \| \| \| 9. Helena de Rascia \| \| \| \| \| \| \| \| \| \| \| \| \| \| \| \| \| \| \| \| \| \| \| \| \| \| \| \| \| \| \| \| \| \| \| \| \| \| \| \| \| \| \| \| \| \| \| \| \| \| \| \| \| \| 2. Bela III de Hungría \| \| \| \| \| \| \| \| \| \| \| \| \| \| \| \| \| \| \| \| \| \| \| \| \| \| \| \| \| \| \| \| \| \| \| \| \| \| \| \| \| \| \| \| \| \| \| \| \| \| \| \| \| \| 20. Vladímir II Monómaco \| \| \| \| \| \| \| \| \| \| \| \| \| \| \| \| \| \| \| \| \| \| \| \| \| \| \| \| \| \| \| \| \| \| \| \| \| \| \| \| \| \| \| \| \| \| \| \| \| \| \| \| \| \| 10. Mstislav I de Kiev \| \| \| \| \| \| \| \| \| \| \| \| \| \| \| \| \| \| \| \| \| \| \| \| \| \| \| \| \| \| \| \| \| \| \| \| \| \| \| \| \| \| \| \| \| \| \| \| \| \| \| \| \| \| 21. Gytha de Wessex \| \| \| \| \| \| \| \| \| \| \| \| \| \| \| \| \| \| \| \| \| \| \| \| \| \| \| \| \| \| \| \| \| \| \| \| \| \| \| \| \| \| \| \| \| \| \| \| \| \| \| \| \| \| 5. Eufrosina de Kiev \| \| \| \| \| \| \| \| \| \| \| \| \| \| \| \| \| \| \| \| \| \| \| \| \| \| \| \| \| \| \| \| \| \| \| \| \| \| \| \| \| \| \| \| \| \| \| \| \| \| \| \| \| \| 1. Andrés II de Hungría \| \| \| \| \| \| \| \| \| \| \| \| \| \| \| \| \| \| \| \| \| \| \| \| \| \| \| \| \| \| \| \| \| \| \| \| \| \| \| \| \| \| \| \| \| \| \| \| \| \| \| \| \| \| 12. Hervé II de Donzy \| \| \| \| \| \| \| \| \| \| \| \| \| \| \| \| \| \| \| \| \| \| \| \| \| \| \| \| \| \| \| \| \| \| \| \| \| \| \| \| \| \| \| \| \| \| \| \| \| \| \| \| \| \| 6. Reinaldo de Antioquía \| \| \| \| \| \| \| \| \| \| \| \| \| \| \| \| \| \| \| \| \| \| \| \| \| \| \| \| \| \| \| \| \| \| \| \| \| \| \| \| \| \| \| \| \| \| \| \| \| \| \| \| \| \| 3. Inés de Antioquía \| \| \| \| \| \| \| \| \| \| \| \| \| \| \| \| \| \| \| \| \| \| \| \| \| \| \| \| \| \| \| \| \| \| \| \| \| \| \| \| \| \| \| \| \| \| \| \| \| \| \| \| \| \| 28. Bohemundo I de Antioquía \| \| \| \| \| \| \| \| \| \| \| \| \| \| \| \| \| \| \| \| \| \| \| \| \| \| \| \| \| \| \| \| \| \| \| \| \| \| \| \| \| \| \| \| \| \| \| \| \| \| \| \| \| \| 14. Bohemundo II de Antioquía \| \| \| \| \| \| \| \| \| \| \| \| \| \| \| \| \| \| \| \| \| \| \| \| \| \| \| \| \| \| \| \| \| \| \| \| \| \| \| \| \| \| \| \| \| \| \| \| \| \| \| \| \| \| 29. Constanza de Francia \| \| \| \| \| \| \| \| \| \| \| \| \| \| \| \| \| \| \| \| \| \| \| \| \| \| \| \| \| \| \| \| \| \| \| \| \| \| \| \| \| \| \| \| \| \| \| \| \| \| \| \| \| \| 7. Constanza de Antioquía \| \| \| \| \| \| \| \| \| \| \| \| \| \| \| \| \| \| \| \| \| \| \| \| \| \| \| \| \| \| \| \| \| \| \| \| \| \| \| \| \| \| \| \| \| \| \| \| \| \| \| \| \| \| 30. Balduino II de Jerusalén \| \| \| \| \| \| \| \| \| \| \| \| \| \| \| \| \| \| \| \| \| \| \| \| \| \| \| \| \| \| \| \| \| \| \| \| \| \| \| \| \| \| \| \| \| \| \| \| \| \| \| \| \| \| 15. Alicia de Antioquía \| \| \| \| \| \| \| \| \| \| \| \| \| \| \| \| \| \| \| \| \| \| \| \| \| \| \| \| \| \| \| \| \| \| \| \| \| \| \| \| \| \| \| \| \| \| \| \| \| \| \| \| \| \| 31. Morfia de Melitene \| \| \| \| \| \| \| \| \| \| \| \| \| \| \| \| \| \| \| \| \| \| \| \| \| \| \| \| \| \| \| \| \| \| \| \| \| \| \| \| \| \| \| \| \| \| \| \| \| \| \| \| |                               |  |  |  |  |  |  |  |  |  |  |  |  |  |  |  |
| |                               |  |  |  |  |  |  |  |  |  |  |  |  |  |  |  |
| | 16. Álmos                     |  |  |  |  |  |  |  |  |  |  |  |  |  |  |  |
| |                               |  |  |  |  |  |  |  |  |  |  |  |  |  |  |  |
| |                               |  |  |  |  |  |  |  |  |  |  |  |  |  |  |  |
| | 8. Bela II de Hungría         |  |  |  |  |  |  |  |  |  |  |  |  |  |  |  |
| |                               |  |  |  |  |  |  |  |  |  |  |  |  |  |  |  |
| |                               |  |  |  |  |  |  |  |  |  |  |  |  |  |  |  |
| | 17. Predslava de Kiev         |  |  |  |  |  |  |  |  |  |  |  |  |  |  |  |
| |                               |  |  |  |  |  |  |  |  |  |  |  |  |  |  |  |
| |                               |  |  |  |  |  |  |  |  |  |  |  |  |  |  |  |
| | 4. Geza II de Hungría         |  |  |  |  |  |  |  |  |  |  |  |  |  |  |  |
| |                               |  |  |  |  |  |  |  |  |  |  |  |  |  |  |  |
| |                               |  |  |  |  |  |  |  |  |  |  |  |  |  |  |  |
| | 18. Uroš I de Serbia          |  |  |  |  |  |  |  |  |  |  |  |  |  |  |  |
| |                               |  |  |  |  |  |  |  |  |  |  |  |  |  |  |  |
| |                               |  |  |  |  |  |  |  |  |  |  |  |  |  |  |  |
| | 9. Helena de Rascia           |  |  |  |  |  |  |  |  |  |  |  |  |  |  |  |
| |                               |  |  |  |  |  |  |  |  |  |  |  |  |  |  |  |
| |                               |  |  |  |  |  |  |  |  |  |  |  |  |  |  |  |
| | 2. Bela III de Hungría        |  |  |  |  |  |  |  |  |  |  |  |  |  |  |  |
| |                               |  |  |  |  |  |  |  |  |  |  |  |  |  |  |  |
| |                               |  |  |  |  |  |  |  |  |  |  |  |  |  |  |  |
| | 20. Vladímir II Monómaco      |  |  |  |  |  |  |  |  |  |  |  |  |  |  |  |
| |                               |  |  |  |  |  |  |  |  |  |  |  |  |  |  |  |
| |                               |  |  |  |  |  |  |  |  |  |  |  |  |  |  |  |
| | 10. Mstislav I de Kiev        |  |  |  |  |  |  |  |  |  |  |  |  |  |  |  |
| |                               |  |  |  |  |  |  |  |  |  |  |  |  |  |  |  |
| |                               |  |  |  |  |  |  |  |  |  |  |  |  |  |  |  |
| | 21. Gytha de Wessex           |  |  |  |  |  |  |  |  |  |  |  |  |  |  |  |
| |                               |  |  |  |  |  |  |  |  |  |  |  |  |  |  |  |
| |                               |  |  |  |  |  |  |  |  |  |  |  |  |  |  |  |
| | 5. Eufrosina de Kiev          |  |  |  |  |  |  |  |  |  |  |  |  |  |  |  |
| |                               |  |  |  |  |  |  |  |  |  |  |  |  |  |  |  |
| |                               |  |  |  |  |  |  |  |  |  |  |  |  |  |  |  |
| | 1. Andrés II de Hungría       |  |  |  |  |  |  |  |  |  |  |  |  |  |  |  |
| |                               |  |  |  |  |  |  |  |  |  |  |  |  |  |  |  |
| |                               |  |  |  |  |  |  |  |  |  |  |  |  |  |  |  |
| | 12. Hervé II de Donzy         |  |  |  |  |  |  |  |  |  |  |  |  |  |  |  |
| |                               |  |  |  |  |  |  |  |  |  |  |  |  |  |  |  |
| |                               |  |  |  |  |  |  |  |  |  |  |  |  |  |  |  |
| | 6. Reinaldo de Antioquía      |  |  |  |  |  |  |  |  |  |  |  |  |  |  |  |
| |                               |  |  |  |  |  |  |  |  |  |  |  |  |  |  |  |
| |                               |  |  |  |  |  |  |  |  |  |  |  |  |  |  |  |
| | 3. Inés de Antioquía          |  |  |  |  |  |  |  |  |  |  |  |  |  |  |  |
| |                               |  |  |  |  |  |  |  |  |  |  |  |  |  |  |  |
| |                               |  |  |  |  |  |  |  |  |  |  |  |  |  |  |  |
| | 28. Bohemundo I de Antioquía  |  |  |  |  |  |  |  |  |  |  |  |  |  |  |  |
| |                               |  |  |  |  |  |  |  |  |  |  |  |  |  |  |  |
| |                               |  |  |  |  |  |  |  |  |  |  |  |  |  |  |  |
| | 14. Bohemundo II de Antioquía |  |  |  |  |  |  |  |  |  |  |  |  |  |  |  |
| |                               |  |  |  |  |  |  |  |  |  |  |  |  |  |  |  |
| |                               |  |  |  |  |  |  |  |  |  |  |  |  |  |  |  |
| | 29. Constanza de Francia      |  |  |  |  |  |  |  |  |  |  |  |  |  |  |  |
| |                               |  |  |  |  |  |  |  |  |  |  |  |  |  |  |  |
| |                               |  |  |  |  |  |  |  |  |  |  |  |  |  |  |  |
| | 7. Constanza de Antioquía     |  |  |  |  |  |  |  |  |  |  |  |  |  |  |  |
| |                               |  |  |  |  |  |  |  |  |  |  |  |  |  |  |  |
| |                               |  |  |  |  |  |  |  |  |  |  |  |  |  |  |  |
| | 30. Balduino II de Jerusalén  |  |  |  |  |  |  |  |  |  |  |  |  |  |  |  |
| |                               |  |  |  |  |  |  |  |  |  |  |  |  |  |  |  |
| |                               |  |  |  |  |  |  |  |  |  |  |  |  |  |  |  |
| | 15. Alicia de Antioquía       |  |  |  |  |  |  |  |  |  |  |  |  |  |  |  |
| |                               |  |  |  |  |  |  |  |  |  |  |  |  |  |  |  |
| |                               |  |  |  |  |  |  |  |  |  |  |  |  |  |  |  |
| | 31. Morfia de Melitene        |  |  |  |  |  |  |  |  |  |  |  |  |  |  |  |
| |                               |  |  |  |  |  |  |  |  |  |  |  |  |  |  |  |
| |                               |  |  |  |  |  |  |  |  |  |  |  |  |  |  |  |